# Jigsaw Falling into Place
"Jigsaw Falling into Place" är en låt av det brittiska bandet Radiohead, utgiven på albumet In Rainbows 2007. Den släpptes som singel den 14 januari 2008.

## Låtlista
7"
1. "Jigsaw Falling into Place" – 4:09
2. "Videotape" (Live from the Basement)[1] – 4:26

CD
1. "Jigsaw Falling into Place" – 4:09
2. "Down Is the New Up" (Live from the Basement)[1] – 5:07
3. "Last Flowers" (Live from the Basement)[1] – 4:11

## Medverkande
- Thom Yorke - sång, gitarr
- Colin Greenwood - elbas
- Jonny Greenwood - gitarr,  ondes Martenot, stråkarrangemang
- Ed O'Brien - gitarr, bakgrundssång
- Phil Selway - trummor